# Europeisk hamster
Europeisk hamster (Cricetus cricetus) är en art i underfamiljen hamstrar och den enda arten i släktet Cricetus.

## Utseende
Europeisk hamster blir 18–32 centimeter lång med en svans på ungefär 3–7 centimeters längd. Vikten varierar mellan 150 och 500 gram. Pälsens färgen varierar. Vanligtvis är ovansidan brungul, med variationer i grått. Den kan även ha svarta inslag. På undersidan och benen är djuret dock alltid svart och den har vita tassar (med undantag för helvita exemplar). Både helvita och helsvarta former finns även lokalt. Den korta svansen är nästan naken och vid de breda fötterna finns kraftiga klor. Antalet spenar hos honor är åtta.

## Utbredning
Arten förekommer från Kina (Xinjiang), tempererade Sibirien över Östeuropa till mellersta Tyskland samt fläckvis väster därom.
Arten lever i låglandet och i kulliga regioner upp till 650 meter över havet.

## Ekologi

### Habitat
Den förekommer på stäpp och annan gräsmark, företrädesvis på löss- och lerjordar, som är lätta att gräva stabila gångar i. Hanarnas sommarbo ligger på 30–60 centimeters djup och är försett med ett förrådsutrymme. Honornas sommarbo saknar oftast detta, men har i stället ett flertal öppningar för att underlätta honans och ungarnas flykt. Det ligger också djupare, på 2-2,5 meters djup. Vinterboet ligger 1–2 meter under jorden och har ett system av lodrätta och lutande gångar samt 1-7 förrådskamrar och en latrin. 

### Beteende
Hamstern har en krypande gång, men kan även göra ganska långa skutt. Den klättrar och gräver bra och den kan vid behov simma. Hamstern ligger i vintersömn mellan oktober och mars, under vilken ingångshålen är igenfyllda. Den avbryter stundtals vintersömnen (vanligen var femte till var sjunde dag), och lever på förråden. Hamstern kan bli upp till 2,4 år gammal.

### Föda
Hamstern är främst en växtätare som lever på säd, potatis, baljväxter och frukt som den transporterar hem i kindpåsarna. Den kan emellertid också ta insekter, groddjur och smågnagare. De insamlade förråden kan innehålla upp till 15 kg växtföda (vissa källor anger undantagsvis upp till 65 kg). Allmänt har förrådet en vikt av 2 till 3 kg.

### Fortplantning
Honan och hanen träffas endast i samband med parningssäsongen, som infaller i april till augusti. Hamstern får ungar 2–3 gånger per år. Efter en dräktighetstid på omkring 3 veckor (18 dagar) föds 3-15 ungar. Honan parar sig efter födelsen på nytt och de befruktade äggen vilar tills ungarna från första kullen är avvänjande. Ungarna lämnar honan efter omkring 25 dagar.
Nyfödda ungar är blinda, har slutna öronöppningar och är nakna. Vid denna tidpunkt finns redan klor, framtänder och morrhår.

## Status och hot
Hamstern har minskat på vissa platser, inte minst i Västeuropa där den på vissa håll är regionalt utdöd, främst på grund av habitatförstöring. Den globala populationen är hotad och kategoriseras som akut hotad (CR).